# Bullera coprosmae
Bullera coprosmae är en svampart som beskrevs av Hamam. & Nakase 1996. Bullera coprosmae ingår i släktet Bullera och familjen Tremellaceae.   Inga underarter finns listade i Catalogue of Life.